# 乌来闭口兰
乌来闭口兰（学名：Cleisostoma uraiensis）为兰科隔距兰属下的一个种。

## 扩展阅读
- 維基物種上的相關：乌来闭口兰